# آرنولد توین‌بی
آرنولد توین‌بی (به انگلیسی: Arnold Toynbee) (زاده ۱۸۵۲ – درگذشته ۱۸۸۳) نویسندهٔ تاریخ اقتصاد بریتانیایی بود.